# National Football Stadium (Port Moresby)
National Football Stadium – stadion sportowy w Port Moresby, stolicy Papui-Nowej Gwinei. Został otwarty 6 lutego 2016 roku. Może pomieścić 15 000 widzów. Wykorzystywany jest głównie do gry w rugby league.
Stadion powstał w latach 2014–2016 w miejscu rozebranego Lloyd Robson Oval. Budowa została sfinansowana ze środków pochodzących od rządu oraz przedsiębiorstwa Oil Search. Projekt nowej areny wykonała firma Populous, a głównym wykonawcą było przedsiębiorstwo CPB Contractors. Nowy obiekt wyposażono w cztery maszty oświetleniowe oraz cztery trybuny usytuowane przy każdej ze stron boiska, mogące łącznie pomieścić 15 000 widzów. Trybuna zachodnia (główna) ma charakter stały i jest częściowo zadaszona. Nadano jej imię Lloyda Robsona, który był patronem starego stadionu. Pozostałe trybuny powstały na stalowych szkieletach. Otwarcie obiektu miało miejsce 6 lutego 2016 roku. Stadion, podobnie jak poprzednik, przeznaczony jest głównie do gry w rugby league; poza lokalnymi rozgrywkami obiekt gości też m.in. mecze zespołu PNG Hunters, występującego w rozgrywkach australijskich.
Obiekt był jedną z aren mistrzostw świata w piłce nożnej kobiet do lat 20 w 2016 roku (rozegrano na nim sześć spotkań fazy grupowej, dwa ćwierćfinały, mecz o 3. miejsce oraz finał turnieju). W 2017 roku obiekt gościł trzy mecze fazy grupowej Pucharu Świata w rugby league.